# Petra Huber
Petra Huber (15 febbraio 1966) è un'ex tennista austriaca.

## Carriera
In carriera ha vinto un titolo nel singolare e due titoli di doppio. Nei tornei del Grande Slam ha ottenuto il suo miglior risultato raggiungendo il quarto turno nel singolare agli US Open nel 1984.
In Fed Cup ha disputato un totale di 21 partite, collezionando 10 vittorie e 11 sconfitte.

## Statistiche

### Singolare

#### Vittorie (1)
| Numero | Anno           | Torneo                            | Superficie  | Avversaria in finale | Punteggio |
| 1.     | 11 maggio 1986 | Barcelona Ladies Open, Barcellona | Terra rossa | Laura Garrone        | 7-6, 6-0  |

#### Finali perse (1)
| Numero | Anno           | Torneo                       | Superficie | Avversaria in finale | Punteggio     |
| 1.     | 24 luglio 1983 | WTA Austrian Open, Kitzbühel |            | Pascale Paradis      | 6-3, 3-6, 2-6 |

### Doppio

#### Vittorie (2)
| Numero | Anno           | Torneo                     | Superficie  | Compagna       | Avversarie in finale              | Punteggio |
| 1.     | 29 aprile 1984 | Taranto Open, Taranto      |             | Sabrina Goleš  | Elena Eliseenko Natasha Reva      | 6–3, 6–3  |
| 2.     | 20 luglio 1986 | WTA Austrian Open, Bregenz | Terra rossa | Petra Keppeler | Sabrina Goleš Tine Scheuer-Larsen | 6–2 6–4   |

#### Finali perse (2)
| Numero | Anno             | Torneo                            | Superficie  | Compagna           | Avversarie in finale           | Punteggio     |
| 1.     | 11 maggio 1986   | Barcelona Ladies Open, Barcellona | Terra rossa | Petra Keppeler     | Iva Budařová Catherine Tanvier | 2-6, 1-6      |
| 2.     | 15 dicembre 1986 | Brasil Open, San Paolo            | Terra rossa | Laura Gildemeister | Neige Dias Patrícia Medrado    | 6-4, 4-6, 6-7 |